# Marmerkloof
De Marmerkloof (Russisch: Мраморное ущелье; Mramornoje oesjtsjelje) is een kloof op een hoogte van 1800 tot 2150 meter in de bergketen Kodar in het district Kalar in het noorden van de Russische kraj Transbaikal. Bij deze kloof lag het Goelaggevangenenkamp Borski ITL (Борский ИТЛ) of Borlag (Борлаг). Het bestuur had de naam Jermakovskoje. Formeel werd er naar lood gezocht, maar in de praktijk naar uranium.
De naam Marmerkloof werd in de jaren 1990 gegeven vanwege de vele tinten marmer die er zijn aangetroffen. Er worden toeristische tochten naar de Marmerkloof georganiseerd.

## Geografie
De plek ligt enkele kilometers ten zuiden van de rivier de Sredni Sakoekan en iets ten noordoosten van de Pik BAM. De kloof is alleen in de zomer te voet bereikbaar vanuit de plaats Novaja Tsjara of per helikopter vanaf de luchthaven Tsjara.
De kloof wordt aan beide zijden begrensd door hoge rotswanden en heeft aan de ingang een breedte van ongeveer 400 meter. Door de ligging boven de boomgrens groeit er vooral mos en alleen een beetje gras in de zomers. Ter hoogte van de vroegere mijngangen groeit helemaal geen vegetatie.
In de kloof ligt een voormalig gevangenenkamp op een hoogte van 1820 meter (ongeveer 200 meter boven de boomgrens en 1100 meter boven Tsjara). Het bijbehorende werkkamp lag op 2040 meter. Boven beide kampen lagen 15 tot 20 mijngangen (hun exacte aantal is onbekend) op een hoogte van 2170 tot 2250 meter, doorlopend tot een hoogte van 2600 tot 2800 meter. De meeste mijngangen liggen aan zuidkant van de kloof. In de oostelijke en westelijke uitlopers van de kloof liggen nog een aantal mijngangen, maar of deze voor exploratie of winning gebruikt zijn is niet bekend.

### Klimaat
De kloof ligt in een gebied met een streng landklimaat met een gemiddelde jaartemperatuur van -5 tot -7 °C (-12 °C in de hogere bergdalen). In de zomernachten daalt de temperatuur ook vaak nog tot onder het vriespunt. De winter duurt er gemiddeld 10 maanden, waarbij de temperatuur kan dalen tot -50 °C. In de jaren van het kamp lagen deze een stuk lager dan tegenwoordig. Koude bergwinden teisteren de kloof het jaar door. Een groot deel van het jaar is de kloof bedekt door een dichte mist, die soms optrekt tot 20 tot 30 meter boven de grond. In de zomer valt in een korte tijd vaak veel regen.

## Geschiedenis

### Aanleiding
Vanaf 1946 vlogen Russische vliegtuigen met geigertellers over de gebergten in de Transbaikal op zoek naar uranium voor het atoomprogramma van de Sovjet-Unie, waarvan men op dat moment zeer weinig afzettingen van enige omvang kende. De nood was hoog want men wilde zo snel mogelijk een bom hebben om een antwoord te hebben op een mogelijke Amerikaanse aanval, die na de atoombommen op Hiroshima en Nagasaki steeds groter werd geacht en inderdaad in diverse Amerikaanse oorlogsplannen werd besproken onder codenamen zoals Broiler (1947), Halfmoon (1948) en Offtackle (1949). Niet minder dan 300 geologische expedities werden tegelijkertijd uitgezet in de hele Sovjet-Unie om uranium in winbare hoeveelheden te vinden. In de gebergten van de Transbaikal bevindt zich veel graniet en destijds werd dit als enige gesteente in verband gebracht met uranium. De piloten die de vliegtuigen bestuurden kregen het uitdrukkelijke bevel niet meer dan 50 meter boven de bergen te vliegen om de kans op een vondst zo groot mogelijk te maken. In augustus 1948 sloegen de geigertellers uit op een anomalie op een hoogte van bijna 3000 meter in de Kodar.

### Vooronderzoek
Reeds een maand later werden de eerste Goelaggevangenen en geologen naar deze zeer afgelegen plek gebracht. De gevangenen werden aan het werk gezet om een zeer provisorische weg vanaf Tsjara aan te leggen naar de kloof (met een houten brug over de rivier Sredni Sakoekan), terwijl een groep geologen onder leiding van Fjodor Tisjtsjenko onderzoek deed naar het erts. In oktober werd een eerste ertsmonster vanaf het 35 kilometer verderop gelegen Tsjara naar Moskou gevlogen voor onderzoek door het onderzoeksteam van Lavrenti Beria. De resultaten waren volgens Beria veelbelovend: het leek erop dat het om de rijkste aders van de Sovjet-Unie ging, vergelijkbaar met die in de uraniummijnen in Tsjecho-Slowakije en de Duitse regio Saksen (30-50% uraniniet). In november en december werd een geologische basis gebouwd bij de kloof en tegelijkertijd werd verder onderzoek verricht. Omdat er grote haast bij was werd er al in januari 1949 een gedetailleerd rapport van 400 pagina's bij Stalin gedeponeerd hoe de openstelling van de ertslagen moest worden aangepakt tot en met het aantal benodigde laarzen en jassen voor de gevangenen die het erts moesten gaan delven. Het was de eerste uraniumafzetting van het land die werd opengesteld.

### Bevoorrading
Vanwege de gevoelde urgentie werd gekozen werd voor bevoorrading vanaf verschillende richtingen:
- vanuit het zuiden over de rivier de Vitim via Romanovka (in Boerjatië) naar de stad Tsjita, waar door zijn ligging de Trans-Siberische Spoorlijn snel voorraden en materiaal konden worden aangevoerd.
- vanuit het noorden via de Noordelijke Zeeroute, de Lena en de Vitim.
- per vliegtuig via de in 1947 geopende luchthaven Tsjara, die hiervoor werd uitgebouwd.

Aan de Vitim was eerder het dorp Neljaty gesticht, dat gekozen werd als de meest geschikte bevoorradingsbasis over rivier en land. Het kampbestuur nam hier een aantal gebouwen in gebruik die eerder tot 1941 door een expeditie van de BAM waren gebruikt. Bevel werd gegeven tot de aanleg van een 300 kilometer lange weg vanaf Neljaty naar het dorp Sinelga bij Tsjara en vanaf Sinelga naar de ertsafzetting. De belangrijkste bevoorradingsroute was in eerste instantie die vanaf Tsjita. Bij Tsjita en Romanovka werden bevoorradingsbases aangelegd. De totale afstand over de winterweg tussen Tsjita en Sinelga bedroeg bijna 1000 kilometer en kon door vrachtwagens in drie dagen worden afgelegd.
In de valleien van de Sredni Sakoekan werden een aantal onderkampen gesticht voor het uitvoeren van ondersteunende werkzaamheden.
Na de ontdekking van uranium aan de rivier de Sjoelban werd tevens een winterweg aangelegd vanaf het zuidelijker gelegen Mogotsja via Toepik naar Tsjara om de plaats in de lange winter beter te kunnen bevoorraden. Het idee was toen nog om deze weg in de toekomst uit te bouwen tot een volwaardige weg. Deze weg was met 670 kilometer een stuk korter, wat de bevoorrading versnelde.

### Aanleg
Om een en ander te realiseren werden in 1949 ongeveer 1700 gevangenen, 1000 man burgerpersoneel, 700 Mongoolse paarden en 150 vrachtwagens met voorraden naar het gebied gebracht. De Gorlag van de Dalstroj liet de gevangenen op 24 januari 1949 beginnen met de bouw een aantal houten bewakingsbarakken, het verder met de hand uitbouwen van de (winter)weg zodat er vrachtwagens overheen konden rijden (daarvoor moesten gevangenen alles naar boven dragen) en een begin maken met het delven van het erts met pikhouwelen. Voor het vrachtvervoer werden 250 nieuwe ZIS-151-vrachtwagens geleverd; 150 door de MVD en 100 door het leger. Nadat de eerste voorraden geleverd waren werden in februari en maart 1949 de meeste gevangenen overgebracht per vrachtwagens.
De ongeveer 50 kilometer lange weg naar het kamp bleek door de vele haaks erop stromende bergbeken en steile klim het gebergte in (middels haarspeldbochten) buitengewoon lastig om aan te leggen en was door de zware weersomstandigheden aan constant onderhoud onderhevig. De vrachtwagens werden voorzien van sneeuwkettingen om de klim toch te kunnen maken. Middels een provisorische lift (lier) werden de materialen over het steilste stuk het kamp ingesleept in de winter. Voor de aanleg van de weg, kampen en mijnen waren tienduizenden kuubs hout nodig, waarvoor onder andere grote stukken bos in de omringende valleien werden weggekapt. Dit leidde er ook toe dat er al snel erosie optrad en de weg door de rivieren nog sneller werd beschadigd door krachtige overstromingen. Na de sluiting van het kamp werd de weg dan ook al snel weer overgenomen door de natuur.
De mijn was na 4 maanden werk in het voorjaar gereed voor productie. In de zomer kwamen ook een elektrisch onderstation en een ertsveredelingsinstallatie aan de Sredni Sakoekan gereed. Eerst was stroom opgewekt met een dieselgenerator, vervolgens werd na het hoogwater in juni een miniwaterkrachtcentrale in de Sredni Sakoekan gebouwd. De ertsveredelingsinstallatie bevond zich aan de ingang naar de kloof. Later werden ook ertsveredelende fabrieken bij de andere kampen gesticht. Bij de Sredni Sakoekan werd een elektrisch onderstation gebouwd om stroom naar de mijnen te brengen via hoogspanningskabels.

### Kampen

#### Kampstructuur
Het kampbestuur zetelde eerst in Tsjita, maar werkte vanaf 1950 vanuit het speciaal voor dit project aangelegde dorp Sinelga beneden in de vallei ten zuidwesten van de Tsjarazanden. Het kampbestuur van Jemarkovskoje had een militaire structuur. De aansturing vond plaats vanuit het Ministerie van Binnenlandse Zaken, maar feitelijk had het leger het voor het zeggen. De eerste kampbestuurder was de gevreesde luitenant-kolonel S.F. Maltsev, die het recht had om over alles in het kamp besluiten te nemen. Zijn besluit was wet. Hij kon zijn personeel vrijelijk degraderen of straffen opleggen en wist zo directe uitvoering van zijn bevelen te bewerkstelligen bij bewakers, burgerpersoneel en gevangenen.
Onder het kampbestuur vielen tien kampafdelingen (lagpoenkty):
1. Gora ("berg") in de Marmerkloof: De meeste ertswinning vond plaats in de Marmerkloof. De gevangenen in de Marmerkloof sliepen in een kamp van 150 bij 150 meter naast de houten barakken van de bewakers en het burgerpersoneel (geologen, bergbeklimmers, voormannen en medisch personeel).[6] Eerst in tenten, later in 4 houten barakken, waarin 500 tot 600 gevangenen moesten verblijven en waarin de temperatuur in de winter tot onder het vriespunt kon liggen.[3][15] Alleen doordat er vaak meer dan 100 mensen in een barak moesten verblijven konden de gevangenen door elkaars lichaamswarmte er enigszins overleven. De zwakkeren overleden echter alsnog door bevriezing of ziekte door de vochtige omstandigheden. Het kamp was omheind met hoogspanningshekken en een extra prikkeldraadversperring en op de vier hoeken stonden wachttorens. Ook stonden de hele nacht schijnwerpers op het kamp gericht. Overdag werd het stroom van de hekken omgeleid naar de werkplaatsen bij de mijnen om stroom te besparen.[3] Door de hele kloof lagen kilometers versperringen met prikkeldraad om de gevangenen te leiden naar de werkzaamheden.[3] Bij de ingang van de kloof was een dubbele toegangsversperring met 6 wachttorens en een controlepost opgericht om de gevangenen binnen te houden. Deze werd waarschijnlijk pas in de tweede helft van 1950 gebouwd, nadat er in de jaren ervoor al 44 gevangenen waren ontsnapt.[16] Het burgerpersoneel en de bewaking woonde en werkte vanuit een kamp ernaast bestaande uit 4 dozijn gebouwen, waaronder een bakkerij, wasserette, banja, houtzagerij, garagewerkplaats, woongebouwen en opslagplaatsen. Het burgerpersoneel sliep aanvankelijk net als de gevangenen in tenten, die naar de bouw vorderde werden vervangen door houten barakken. De meeste houten gebouwen verrezen pas in 1950, toen de mijnbouw was opgestart.[17]
2. Mramorny Kljoetsj ("marmersleutel"): In de vallei beneden lagen halverwege de riviervallei twee ondersteunende kampen voor het opslag van het erts, de energiecentrale, onderhoud aan de weg en de vrachtwagens. Er werkten ongeveer 150 gevangenen onder een minder zwaar strafregime.[18] De ertsveredelaar aan de ingang van de vallei was onderdeel van het grootste kamp in de vallei en lag als enige op een betonnen fundering. Het erts werd waarschijnlijk door breken (middels een kaakbreker en een kegelbreker) en malen (middels een trommelmolen) gevolgd door uitlogen (in zwavelzuur) tot concentraat gezuiverd dat verder kon worden verrijkt in Majak. Voor het proces was veel water nodig, wat een locatie bij de rivier logischer maakte dan direct bij de mijnen waar water schaars was. Bij dit kamp waren ten minste 100 gevangenen actief, waarschijnlijk in roulatie met de andere kampen. Het werk bij de veredelaar was net als bijvoorbeeld bij Boetoegytsjag door de constante blootstelling aan radioactiviteit, stof en zuurdampen het meest gevaarlijke van het kamp.[16]
3. Lagerny ("kamp"): Een kamp met een steenkoolmijn in de vallei van de Sredni Sakoekan. De steenkool werd als tijdelijke brandstof gebruikt voor de ertsveredelaar en een aantal andere voorzieningen. Hier werkten naar schatting 75 tot 100 gevangenen onder een minder streng regime.[19]
4. Podsobnoje chozjajstvo ("landbouwafdeling"): Beneden in de vallei lagen nog twee kampen waar wegonderhoud en landbouw plaatsvond en waar gevangenen onder een zwaarder regime stonden dan deze beide andere kampen.[20]

Later werd ook uranium gevonden op drie andere plekken: bij de Sjoelban (bij de zijrivier Chadatkanda) en Voltsje (aan de Verchni Sakoekan) in de Kodar en bij de rivier de Tsjitkanda (Oedokan). Het erts was hier echter van lagere kwaliteit. De drie kampen in de Kodar waren door voetpaden met elkaar verbonden. De benamingen van de kampafdelingen waren Sjoelban voor een uitgestrekte serie kampen bij de Sjoelban, Verchni Sakoekan voor twee kampafdelingen die zich bij Voltsje vermoedelijk bezighielden met uraniumwinning en wegaanleg en Metelny ("sneeuwstorm") voor het kamp bij de Tsjitkanda. Naast deze kampen was er een ondersteuningskamp bij Sinelga genaamd Sosnovy Bor ("dennenbos") en een kamp bij Mogotsja voor bevoorrading. In de jaren dat de Borlag actief was werd er met vliegtuigen en geologische exploratie over land koortsachtig gezocht in andere delen van de Kodar en de Oedokan naar andere uraniumvoorkomens, maar er werd weinig meer gevonden. Een grote uraniumafzetting bij het veel beter bereikbare Nitsjatkameer werd destijds gemist.

#### Gevangenen en kampbestuur
De eerste 1700 gevangenen arriveerden in 1949. Naarmate meer ertslagen gevonden werden werd ook het aantal gevangenen verhoogd. In augustus 1950 bereikte de Borlag met 2725 gevangenen en 581 spetsposelentsy (bannelingen) zijn hoogtepunt. In maart 1951 werkten er 2150 gevangenen, waarvan 423 in de kampen rond de Sjoelban. De kampafdelingen Gora en Sjoelban telden de meeste gevangenen. Bij de opheffing in oktober 1951 werkten nog maar ongeveer 700 gevangenen in de Borlag.
In totaal werden 3735 gevangenen en ongeveer 1000 spetsposelentsy naar de kampen van de Borlag gevoerd. De meesten van hen (99,7%) waren mensen die vanwege contrarevolutionaire activiteiten (vooral verraad of spionage) waren veroordeeld. 444 van hen waren veroordeeld onder de Wet op de Drie Korenaren (Закон о трёх колосках) uit 1932. De bannelingen bestonden vooral uit uit het westen van de Sovjet-Unie verdreven etnische Duitsers, Vlasovtsy, oekazniki en OOeNers, die soms samen met hun vrouwen en kinderen naar deze plek werden gedeporteerd. Vermoedelijk behoorde het kamp Gora tot de speciale strafkampen van de Goelag. De gevangenen werden gezien als streng gestraften, waarmee contact verboden was. Contact tussen het burgerpersoneel en gevangenen was dan ook strafbaar. Wel konden gevangenen soms net als elders in de Dalstroj worden aangesteld als voorman als er een tekort was aan burgerpersoneel. Het voedingsrantsoen van de gevangenen was calorisch gezien niet toereikend en werd vooraf bepaald op basis van de arbeid. Om de gevangenen aan het werk te zetten volgens het Goelagcredo 'je leeft zolang je werkt' werd dit rantsoen bij onvoldoende werkresultaat gedeeld door drie, wat betekende dat men wel moest werken om niet te sterven van uitputting. De voedselvoorziening zelf schoot ook tekort. Er werd soms zaagsel toegevoegd aan het voedsel en kampbewaarders en keukenpersoneel stalen een aanzienlijk deel van het voedsel. Dit zorgde in combinatie met het strenge klimaat, de lange werkdagen en volstrekt ontoereikende medische zorg voor praktisch onleefbare omstandigheden voor de gevangenen.
Het burgerpersoneel bestond deels uit ex-gevangenen, die na hun straftijd niet vrij terug naar huis mochten reizen en deels uit specialisten die na hun afstuderen werden gelokt met hoge bonussen. Voor hen was de huisvesting eveneens slecht doordat prioriteit werd gegeven aan de mijnbouw en toen hun houten woongebouwen werden gebouwd het meeste bos in de omgeving al gekapt was. Daardoor moesten boomstammen van inferieure kwaliteit worden gebruikt en de gebouwen dus bijna niet warm te krijgen waren in de winter.

### Productie
De laagst gelegen mijngangen lagen ongeveer 350 tot 430 meter boven de gevangenenkampen, wat betekende dat ze elke dag ongeveer 1,5 uur moesten lopen naar het werk. De bovenste mijngangen waren alleen met touwladders langs de steile rotsen bereikbaar, waarbij er zelfs voor gezonde gevangenen veel gevaar was om naar beneden te vallen.
De mijnbouwactiviteiten werden geleid door voormannen (burgerpersoneel) die de gevangenen wezen waar gegraven moest worden en hoe dit moest gebeuren. De gevangenen moesten werken met primitief gereedschap zoals pikhouwelen en kruiwagens. Een werkdag duurde ongeveer 11 uur, waarbij gewerkt moest worden bij zeer koude temperaturen en vaak in de mist en een groot deel van de dag in het donker. In de zomer waren er veel muggen. Het werk in de bergen was gevaarlijk door plotselinge rotslawines, al dan niet als gevolg van het opblazen van rotsen om sneller bij het erts te kunnen komen. Er vielen hierdoor dan ook verschillende doden onder de gevangenen. Hun botten liggen deels nog onder de rotsen. Ook ademden ze giftige radonwolken in die bij de winning en het vervoer van het erts vrijkwamen en hadden zo mogelijk een verhoogde kans op silicose. Destijds was nog onbekend wat deze stof deed met het lichaam. De meeste gevangenen waren vermoedelijk -gezien onderzoeken in andere Dalstrojkampen- niet gezond en konden dan ook niet volledig worden ingezet. Vermoedelijk was hun sterfte gelijk aan het gemiddelde sterftecijfer van de Dalstrojkampen, dat op 1,5 tot 2,5% van de gevangenen per jaar lag. Een begraafplaats is niet bekend, al maakt een lokale jager wel gewag van sporen van een klein kerkhof in de vallei van de Sredni Sakoekan tussen de instroom van de bergbeken Mramorny en Eksa.
In de herfst van 1949 werd reeds het eerste erts met vrachtvliegtuigen vanaf Tsjara naar de opwerkingsfabrieken gestuurd. Een belangrijk deel van het uranium van de tweede kernproef die in 1951 plaatsvond bij Semipalatinsk (RDS-2) kwam van deze locatie.
Hoeveel uranium gewonnen werd is niet bekend. In 1950 werd 10 ton erts gepland en voor 1951 20 ton, maar dit betrof erts en geen concentraat (40%). Vermoedelijk werd slechts 35 ton erts gewonnen.

### Sluiting
Omdat elders op eenvoudiger wijze een veel grotere hoeveelheid uranium kon worden gewonnen, werd de mijn al na twee jaar als onrendabel beschouwd. Op 26 februari 1951 werd door de MVD besloten tot het gedeeltelijk stopzetten van de activiteiten. Op 3 oktober 1951 werd door de MVD bevel gegeven om het kamp te sluiten. De mijnbouwinstallaties werden vervolgens in de herfst en winter ontmanteld. De ontmanteling van de waterkrachtcentrale kon vermoedelijk pas worden voltooid in de winter van 1952. De laatste gevangenen verlieten het kamp mogelijk pas begin 1953. De totale kosten van de operatie bedroegen volgens een ruwe schatting ongeveer 100 miljoen roebel. Tot 1952 werd nog geologisch onderzoek verricht in de Ikabjavallei en tot 1953 in de Tsjitkandavallei, maar daarna stopte het onderzoek in het gebied.
De hele operatie was vanuit economisch oogpunt gezien weinig zinvol, al vielen de kosten in het niet bij de miljarden die in het hele atoomproject werden gestoken. Hoewel veel was geïnvesteerd in de aanleg van infrastructuur, heeft het project echter weinig betekend voor de verdere economische ontwikkeling van de regio. Waar bij andere regio's ook werd gekeken naar de ontwikkeling van het gebied zelf, was dat hier niet of nauwelijks het geval.

## Restanten
De gebouwen werden gewoon achtergelaten en de houten barakken, wachttorens, mijngangen en prikkeldraadpalen zijn tot op heden door de klimatologische omstandigheden in het gebergte deels relatief goed bewaard gebleven. De gebouwen aan oostzijde van de kloof (ongeveer een kwart van het totaal) zijn door vallend puin echter verwoest. De werkplaatsen zijn waarschijnlijk al bij de ontmanteling verwoest om de zware machines sneller uit het kamp te kunnen vervoeren naar een andere plek. De houten brug over de Sredni Sakoekan bleef tot begin jaren 1990 goed bewaard, maar spoelde toen deels weg door een overstroming. Het vlak bij Tsjara gelegen houten kampdorp Sinelga werd echter zwaar beschadigd door branden en vermoedelijk ook deels door activiteiten van inwoners uit Tsjara. Alle houten gebouwen in de riviervallei vielen verder ten prooi aan schimmels en houtrot en zijn daardoor grotendeels verwoest. Het dorp Sinelga werd door bosbranden bijna onherkenbaar verwoest.